# Elena Luksch-Makowsky
Elena Luksch-Makowsky (São Petersburgo, 4 de novembro de 1878 - Hamburgo, 15 de agosto de 1967) foi uma pintora e escultora russa.